# 작센의 작위 계승 순위
작센 왕국과 작센바이마르아이제나흐 대공국, 작센마이닝겐 공국, 작센코부르크고타 공국은 1918년 제1차 세계 대전 패전의 결과로, 바이마르 공화국이 출현하면서 군주정이 몰락하였다. 하지만 베틴 왕가와 그 분가들은 아직 유지되고 있으며, 이름뿐인 작위지만 그 작위들은 자손들에게 계속 전해지고 있다.

## 알베르트 계열

### 작센의 왕위 계승 순위
현재 작센의 왕은 작센 공작 다니엘이다.
1. 작센 공작 아르네(1977년), 작센 공작 루디거의 아들.
2. 작센 공작 닐스(1978년), 작센 공작 루디거의 아들.
3. 작센 공작 모리츠(2009년).

### 작센게샤페의 공위 계승 순위
현재 게샤페의 공작은 작센게샤페 공작 알렉산더.
1. 작센게샤페 공작 게오르크 필리페(1988년) 작센게샤페 공작 알렉산더의 아들.
2. 작센게샤페 공작 마우리키오 가브리엘 로베르토(1989년) 작센게샤페 공작 알렉산더의 아들.
3. 작센게샤페 공작 파울 클레멘스(1993년) 작센게샤페 공작 알렉산더의 아들.

## 에른스트 계열

### 작센바이마르아이제나흐의 대공위 계승 순위
현재 작센바이마르아이제나흐의 대공은 작센바이마르아이제나흐 대공 미카엘이다.
1. 작센바이마르아이제나흐 공작 빌헬름 에른스트(1946년).

### 작센마이닝겐의 공위 계승 순위
현재 작센마이닝겐의 공작은 작센마이닝겐 공작 콘라드이다.
1. 작센마이닝겐 공작 프레데리크 콘스탄틴(1980년).

### 작센코부르크고타의 공위 계승 순위
현재 작센코부르크고타의 공작은 작센코부르크고타 공작 안드레아스이다.
1. 작센코부르크고타 공작 후베르투스(1975년), 작센코부르크고타 공작 안드레아스의 아들.
2. 작센코부르크고타 공작 알렉산더(1977년), 작센코부르크고타 공작 안드레아스의 아들.
3. 시몬 코부르크(1985년), 작센코부르크고타 공작 아드리안의 아들.
4. 다니엘 코부르크(1988년), 작센코부르크고타 공작 아드리안의 아들.
5. 작센코부르크고타 공작 필리페 아우구스트 페르디난트(1944년).
6. 작센코부르크고타 공작 막시밀리안(1972년).
7. 작센코부르크고타 공작 알렉산더 에른스트(1978년).
8. 시메온 2세(1937년), 보리스 3세의 아들.
9. 불가리아 왕자 보리스(1997년), 타르노보 공작 카르담의 아들.
10. 불가리아 왕자 벨트란(1999년), 타르노보 공작 카르담의 아들.
11. 프레슬라프 공 키릴(1964년), 시메온 2세의 아들.
12. 불가리아 왕자 타씰로(2002년), 프레슬라프 공 키릴의 아들.
13. 불가리아의 쿠브라트(1965년), 시메온 2세의 아들.
14. 불가리아 왕자 미르코(1995년), 불가리아의 쿠브라트의 아들.
15. 불가리아 왕자 루카스(1997년), 불가리아의 쿠브라트의 아들.
16. 불가리아 왕자 티르소(2002년), 불가리아의 쿠브라트의 아들.
17. 비딘 공작 콘스탄틴아센(1967년), 시메온 2세의 아들.
18. 불가리아 왕자 움베르토(1999년), 비딘 공작 콘스탄틴아센의 아들.
19. 알베르 2세(1934년), 레오폴 3세의 아들.
20. 필리프(1960년), 알베르 2세의 아들.
21. 벨기에 왕자 가브리엘(2003년), 필리프의 아들.
22. 벨기에 왕자 에마뉘엘(2005년), 필리프의 아들.
23. 벨기에 왕자 로랑(1963년), 알베르 2세의 아들.
24. 벨기에 왕자 니콜라스 (2005년), 벨기에 왕자 로랑의 아들.
25. 벨기에 왕자 에메릭(2005년), 벨기에 왕자 로랑의 아들.